# Kung Fu Fighting
Kung Fu Fighting è una novelty scritta ed eseguita da Carl Douglas e pubblicata come singolo nel 1974. 
Il brano ebbe un grande successo internazionale, raggiungendo la prima posizione nella Billboard Hot 100 ed in Irlanda per due settimane, nel Regno Unito, in Australia (Official Singles Chart), Canada e Francia per tre settimane; in Sud Africa e Germania per sette settimane, nei Paesi Bassi ed Austria per cinque settimane; seconda in Svizzera e terza in Italia e Norvegia, arrivando, addirittura, a vendere 10 milioni di dischi in tutto il mondo. Inoltre la canzone è divenuta famosa anche per l'utilizzo del tipico riff orientale, usato per rappresentare la cultura asiatica in generale. È uno dei singoli più venduti nel mondo. È stata scritta da Douglas per ricordare la sua esperienza nel Kung fu da giovane adolescente.
Inizialmente il brano doveva essere il lato B di I Want to Give You My Everything di Larry Weiss. La canzone è popolare anche per essere uno dei più ricordati one-hit wonder nella storia della musica.
È stata inserita nella colonna sonora dei film Mai dire ninja, City of God, Shaolin Soccer, Nessuna notizia da Dio e Kung Fu Panda. 
Viene citata dagli Elio e le Storie Tese nel brano Pipppero®, incluso in Italyan, Rum Casusu Çikti (1992).

## Tracce
1. Kung Fu Fighting – 3:13
2. Gamblin' Man – 3:03